# Asterropteryx senoui
Asterropteryx senoui és una espècie de peix de la família dels gòbids i de l'ordre dels perciformes.

## Morfologia
- Els mascles poden assolir 2,5 cm de longitud total i les femelles 2,39.
- Nombre de vèrtebres: 26.[4]

## Hàbitat
És un peix marí, de clima temperat i demersal que viu entre 15-50 m de fondària.

## Distribució geogràfica
Es troba a Àsia: Illes Ryukyu (el Japó).

## Observacions
És inofensiu per als humans.